# Solenopsis sulfurea
Solenopsis sulfurea är en myrart som först beskrevs av Julius Roger 1862.  Solenopsis sulfurea ingår i släktet eldmyror, och familjen myror. Inga underarter finns listade i Catalogue of Life.